# Anel Šabanadžović
Anel Šabanadžović est un footballeur international bosnien né le 24 mai 1999 à Jackson dans le Missouri aux États-Unis. Il joue au poste de milieu de terrain.

## Biographie

### En club
Formé à Željezničar Sarajevo, il fait ses débuts avec les professionnels le 26 octobre 2016, lors d'une rencontre de coupe contre le FK Goražde.
En janvier 2019, il rejoint l'AEK Athènes pour cinq ans. 

### En sélection
Avec les moins de 17 ans, il participe au championnat d'Europe des moins de 17 ans en 2016. Lors de cette compétition organisée en Azerbaïdjan, il ne joue qu'une seule rencontre, face à l'Ukraine. Avec un bilan d'une seule victoire et deux défaites, la Bosnie ne parvient pas à dépasser le premier tour du tournoi.
Le 4 septembre 2020, il figure pour la première fois sur le banc des remplaçants de l'équipe nationale A, mais sans entrer en jeu, lors d'une rencontre face à l'Italie. Ce match nul (1-1) rentre dans le cadre de la Ligue des nations.

## Palmarès
Željezničar Sarajevo
- Coupe de Bosnie-Herzégovine (1) :
  - Vainqueur : 2017-18.